# Vùng công nghiệp Kaesong
Vùng công nghiệp Kaesŏng là một đặc khu công nghiệp của Cộng hòa Dân chủ Nhân dân Triều Tiên. Đặc khu này được thành lập vào năm 2002, tách ra từ thành phố trực thuộc trung ương Kaesŏng cũ. Ngày 10 tháng 2 năm 2016, nó đã bị chính phủ Hàn Quốc tạm thời đóng cửa và tất cả các nhân viên Hàn Quốc bị chính quyền tổng thống Park Geun-hye triệu hồi, mặc dù cựu tổng thống Hàn Quốc Moon Jae-in đã báo hiệu mong muốn "mở lại và mở rộng" khu vực.
Điểm đáng chú ý nhất của nó là khu phức hợp công nghiệp Kaesŏng, hoạt động từ 2004 đến 2016 như là một sự phát triển kinh tế hợp tác với Hàn Quốc. Khu công nghiệp nằm cách Khu phi quân sự Triều Tiên 10 kilomet về phía bắc, và một giờ lái xe từ Seoul, với các tuyến đường bộ và đường sắt kết nối trực tiếp đến Hàn Quốc. Khu công nghiệp cho phép các công ty Hàn Quốc sử dụng lao động giá rẻ được đào tạo, có kỹ năng và thông thạo tiếng Hàn, đồng thời cung cấp cho chính quyền Triều Tiên một nguồn ngoại tệ quan trọng. Điện và dịch vụ điện thoại ở khu công nghiệp này đều được cung cấp từ phía Hàn Quốc. Tại đây có hơn 50,000 công nhân Triều Tiên làm việc cho 123 công ty Hàn Quốc.
Vào tháng 4 năm 2013, 123 công ty Hàn Quốc đã sử dụng khoảng 53.000 công nhân Bắc Triều Tiên và 800 nhân viên Hàn Quốc. Tiền lương của họ, tổng cộng 90 triệu đô la mỗi năm, đã được trả trực tiếp cho chính phủ Bắc Triều Tiên.
Vào thời điểm căng thẳng giữa hai miền Triều Tiên, việc tiếp cận từ phía nam vào Khu công nghiệp đã bị hạn chế. Vào ngày 3 tháng 4 năm 2013, trong cuộc khủng hoảng Liên Triều năm 2013, Triều Tiên đã chặn quyền truy cập vào khu vực đối với tất cả công dân Hàn Quốc. Ngày 8 tháng 4 năm 2013, chính phủ Bắc Triều Tiên đã di chuyển tất cả 53.000 công nhân Bắc Triều Tiên ra khỏi khu công nghiệp Kaesŏng, đóng cửa mọi hoạt động. Ngày 15 tháng 8 năm 2013, cả hai miền đã đồng ý rằng khu công nghiệp nên được mở cửa trở lại.
Vào ngày 10 tháng 2 năm 2016, Bộ Thống nhất Hàn Quốc tuyên bố rằng khu công nghiệp sẽ "tạm thời" đóng cửa và tất cả các nhân viên bị triệu hổi, một phần để phản đối các hành động khiêu khích của Triều Tiên, bao gồm cả phóng vệ tinh và thử bom hạt nhân được tuyên bố vào tháng 1 năm 2016. Ngày hôm sau, Triều Tiên tuyên bố sẽ trục xuất tất cả công nhân Hàn Quốc và nói rằng họ sẽ đóng băng tất cả các tài sản và thiết bị của Hàn Quốc tại khu công nghiệp chung. Tất cả 280 công nhân Hàn Quốc có mặt tại Kaesŏng đã rời đi vài giờ sau khi Triều Tiên tuyên bố.

## Khu công nghiệp Kaesong
Việc xây dựng bắt đầu vào tháng 6 năm 2003 và vào tháng 8 năm 2003, hai miền Triều Tiên đã phê chuẩn bốn hiệp định thuế và kế toán để hỗ trợ đầu tư. Việc xây dựng thí điểm đã được hoàn thành vào tháng 6 năm 2004 và khu công nghiệp đã mở cửa vào tháng 12 năm 2004.

### Giai đoạn 1
Trong giai đoạn đầu, 15 công ty Hàn Quốc đã xây dựng các cơ sở sản xuất. Ba trong số các công ty bắt đầu hoạt động vào tháng 3 năm 2005. Kế hoạch giai đoạn đầu dự kiến có sự tham gia của 250 công ty Hàn Quốc từ năm 2006, sử dụng 100.000 lao động vào năm 2007.

### Giai đoạn cuối kế hoạch
Công viên dự kiến sẽ hoàn thành vào năm 2012, bao gồm 65 km2 và sử dụng 700.000 người. Kế hoạch cũng yêu cầu một khu vực phụ trợ, khoảng một phần ba diện của khu công nghiệp, dành cho các hoạt động nâng cao chất lượng sống. Cụ thể, điều này có nghĩa là việc tạo ra các khu dân cư, bệnh viện, trung tâm mua sắm và thậm chí là một công viên chủ đề được đề xuất để thu hút khách du lịch.

### Tổ chức
Khu công nghiệp Kaesong được điều hành bởi một ủy ban của Hàn Quốc với hợp đồng thuê 50 năm bắt đầu từ năm 2004. Hyundai Asan, một công ty con của Tập đoàn Hyundai Hàn Quốc, đã được Bình Nhưỡng thuê để phát triển khu vực. Các công ty đang tận dụng lao động giá rẻ có sẵn ở miền Bắc để cạnh tranh với Trung Quốc nhằm tạo ra hàng hóa cấp thấp như giày dép, quần áo và đồng hồ.
Park Suhk-sam, chuyên gia kinh tế cao cấp tại Ngân hàng Trung ương Hàn Quốc, dự đoán khu công nghiệp có thể tạo ra 725.000 việc làm và tạo ra 500 triệu đô la thu nhập tiền lương cho nền kinh tế Bắc Triều Tiên vào năm 2012.Năm năm sau, sẽ kiếm thêm 1,78 tỷ đô la từ thuế thu nhập doanh nghiệp hằng năm đánh vào các công ty Hàn Quốc tham gia dự án công nghiệp.

### Các công ty hoạt động trong khu công nghiệp
Vào cuối năm đầu tiên hoạt động, 11 công ty Hàn Quốc đã hoạt động trong vùng. Năn 2006, 15 công ty ban đầu đã bắt đầu sản xuất bao gồm JCCOM, Yongin Electronics, TS Precision Machinery, JY Solutec, Magic Micro, Hosan Ace, Romanson, Munchang Co., Daewha Fuel Pump, Taesong Industrial, Bucheon Industrial, Samduk Trading, Shinwon, SJ Tech, và Sonoko Cuisine Ware. Vào tháng 2 năm 2016, ngay trước khi khu công nghiệp đóng cửa lần cuối, số lượng các công ty Hàn Quốc hoạt động tại đây đã tăng lên 124. Các loại sản xuất khác nhau được thực hiện trong khu công nghiệp bao gồm 71 công ty dệt may, 9 công ty sản xuất hóa chất, 23 công ty kinh doanh kim loại và máy móc, 13 công ty sản xuất điện tử và 8 công ty sản xuất khác.

### Trở ngại
Khu vực phải đối mặt với một số trở ngại. Trong số những vấn đề cấp bách nhất là các lệnh trừng phạt kinh tế của Mỹ đối với Triều Tiên, cấm quốc gia này nhập khẩu các công nghệ và hàng hóa quan trọng, chẳng hạn như máy tính.

### Thỏa thuận tiền lương và tiền thuê đất

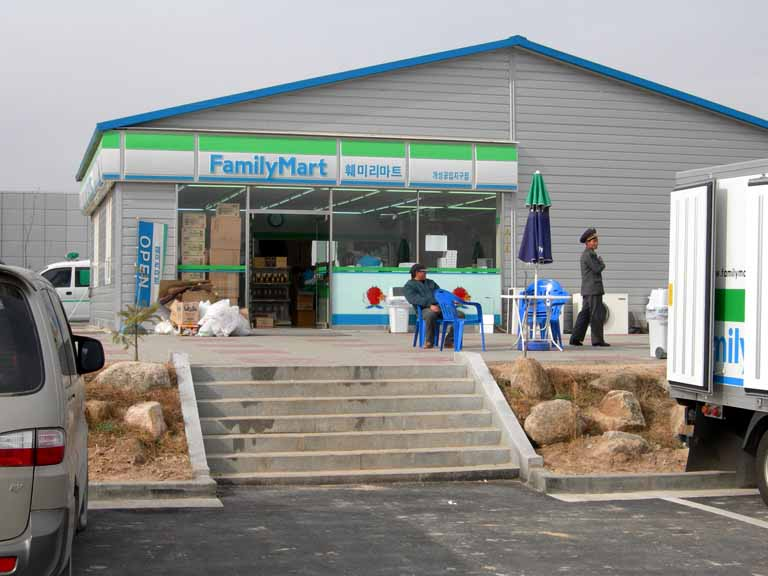
FamilyMart trong khu công nghiệp. Người Bắc Triều Tiên bị cấm sử dụng cửa hàng tiện lợi, nơi được thiết lập chỉ để phục vụ người lao động Hàn Quốc. Tiền Hàn Quốc không được chấp nhận.

Vào tháng 5 năm 2009, Bình Nhưỡng tuyên bố đơn phương hủy bỏ các thỏa thuận về tiền lương và tiền thuê đất tại khu công nghiệp. Vào tháng 6 năm 2009, họ cũng yêu cầu mức lương mới 300 đô la một tháng cho 40.000 công nhân của mình, so với 75 đô la mà họ đã nhận được trước đó.
Vào tháng 9 năm 2009, một chuyến thăm tới Bắc Triều Tiên của Chủ tịch Hyundai Group đã đưa đến một giải pháp đối với các yêu cầu của Triều Tiên, với mức tăng lương nhẹ và không thay đổi tiền thuê đất.
Năm 2012, tiền lương ước tính khoảng 160 đô la mỗi tháng, khoảng một phần năm mức lương tối thiểu của Hàn Quốc và khoảng một phần tư tiền lương điển hình của Trung Quốc.

### Thuế và doanh thu
Năm 2012, Bộ Thống nhất Hàn Quốc được thông báo rằng 8 trong số 123 công ty hiện tại đã nhận được thông báo thu thuế. Các thông báo được đưa ra bởi một quyết định đơn phương của Triều Tiên. Tám công ty đã được thông báo về một hoá đơn phải trả, 170.208.077 Won (160.000 đô la Mỹ) tiền thuế; hai trong số các công ty đã trả 20.000 đô la tiền thuế cho Triều Tiên.
Các quyết định đơn phương của Tổng cục trực tiếp đặc biệt trung ương (CSDGB) nhằm sửa đổi quy định là vi phạm luật công nghiệp Kaesŏng, trong đó yêu cầu bất kỳ sửa đổi nào của luật phải được đàm phán giữa hai miền
Lần đầu tiên, vào năm 2011, các công ty trong khu công nghiệp đã ghi nhận lợi nhuận hoạt động trung bình là 56 triệu Won (56.241 đô la Mỹ), sau nhiều năm thâm hụt.

#### Bác sĩ xanh
Bác sĩ xanh, một tổ chức phi chính phủ được thành lập ở Busan tháng 2 năm 2004, đã nhận được sự cho phép chính thức của chính phủ để mở một bệnh viện trong khu vực vào năm 2005. Kể từ đó, nó đã điều trị y tế cho các công nhân tại Kaesŏng cho đến khi đóng cửa khu phức hợp. Các bác sĩ làm việc ở đó không được nhận lương.

### Sự cốCheonan
Vào tháng 5 năm 2010, sau sự cố đắm tàu Cheonan và phản ứng của Hàn Quốc, Triều Tiên đã cắt đứt quan hệ với Hàn Quốc và đóng cửa Văn phòng Tư vấn; tuy nhiên, các hoạt động hiện có trong khu vực vẫn duy trì các hoạt động sản xuất. Các phương tiện vận chuyển và điện thoại đến Hàn Quốc vẫn hoạt động bình thường.

### Đóng cửa và mở lại năm 2013
Ngày 3 tháng 4 năm 2013, Triều Tiên bắt đầu từ chối lao động Hàn Quốc tiếp cận khu vực công nghiệp Kaesong. Điều này xảy ra khi căng thẳng bắt đầu leo thang nhanh chóng giữa Seoul và Bình Nhưỡng. Vào ngày 8 tháng 4, Triều Tiên đã triệu hồi tất cả 53.000 công nhân Bắc Triều Tiên từ khu công nghiệp Kaesong, đình chỉ hoàn toàn các hoạt động của họ. Tuy nhiên, 406 người Hàn Quốc vẫn ở khu phức hợp sau khi đóng cửa hoàn toàn.
Ngày 17 tháng 4, Triều Tiên đã cấm một đoàn gồm 10 doanh nhân Hàn Quốc giao thực phẩm và đồ tiếp tế cho 200 lao động Hàn Quốc vẫn ở trong khu công nghiệp. ngày 26 tháng 4 năm 2013, Hàn Quốc đã quyết định rút toàn bộ nhân viên còn lại, và vào ngày 4 tháng 5, bảy người Hàn Quốc cuối cùng đã rời khỏi Khu công nghiệp Kaesong, do đó đã hoàn toàn đóng cửa.
Vào ngày 4 tháng 7, cả hai miền đã đồng ý về nguyên tắc rằng Khu công nghiệp Kaesong nên được mở cửa trở lại, vì căng thẳng giữa hai nước bắt đầu hạ nhiệt. Sáu vòng đàm phán đã được tổ chức mà không đạt được thỏa thuận cụ thể, với sự nhấn mạnh của Hàn Quốc về một điều khoản nhằm ngăn chặn Triều Tiên đóng cửa khu phức hợp một lần nữa trong tương lai. Trong tuần đầu tiên của tháng 8, Triều Tiên đã nhắc lại rằng việc mở lại khu phức hợp là vì lợi ích của cả hai bên. Ngày 13 tháng 8, Hàn Quốc cho biết họ sẽ bắt đầu trả các khoản thanh toán bảo hiểm cho các doanh nghiệp trong khu phức hợp, nhưng cũng cho biết họ đã mở ra những từ ngữ mới về vấn đề kiểm soát chung của Kaesŏng. Động thái này, được coi là tiền đề để chính thức đóng cửa khu vực, đã châm ngòi cho vòng đàm phán thứ bảy mà Hàn Quốc gọi là "trận chung kết". Một thỏa thuận chính thức để mở lại khu phức hợp đã đạt được và ký vào ngày 15 tháng 8. Thỏa thuận bao gồm các điều khoản được thiết kế để đảm bảo chống lại việc đóng cửa tương tự trong tương lai. Một ủy ban hỗn hợp đã được thành lập để xác định xem liệu bồi thường sẽ được cung cấp cho các thiệt hại kinh tế do đóng cửa.
Vào ngày 13 tháng 9, trước khi mở lại khu công nghiệp Kaesŏng, hai chính phủ đã tổ chức một cuộc họp tiểu ban để giải quyết các vấn đề bổ sung liên quan đến lối vào, lưu trú hợp pháp, thông tin liên lạc, hải quan và thông quan. Điều này cũng thảo luận về việc nối lại du lịch trong Khu du lịch Núi Kumgang.
Vào ngày 16 tháng 9, Kaesŏng đã được mở cửa trở lại sau năm tháng. Tất cả 123 công ty hoạt động tại Kaesŏng đều trải qua tổn thất tương đương với tổng cộng 575 triệu bảng (944 triệu đô la).

### Đóng cửa năm 2016
Ngày 10 tháng 2 năm 2016, để đáp lại vụ phóng tên lửa của Bắc Triều Tiên, Hàn Quốc lần đầu tiên tuyên bố sẽ dừng tất cả các hoạt động trong khu vực, bình luận về vụ phóng là một vụ thử tên lửa đạn đạo được ngụy trang. Seoul cho biết mọi hoạt động tại khu liên hợp sẽ tạm dừng, để ngăn chặn Triều Tiên sử dụng khoản đầu tư của mình "tài trợ cho sự phát triển hạt nhân và tên lửa". Ngày hôm sau, Triều Tiên tuyên bố sẽ trục xuất tất cả công nhân Hàn Quốc và nói rằng họ sẽ đóng băng tất cả các tài sản và thiết bị của Hàn Quốc tại khu công nghiệp chung. Tất cả 280 công nhân Hàn Quốc có mặt tại Kaesŏng đã rời đi vài giờ sau khi Triều Tiên tuyên bố.
Vào thứ năm, ngày 11 tháng 2, một vài phút trước nửa đêm, Hàn Quốc tuyên bố đã ngừng cung cấp điện và nước vào Kaesong nhằm cung cấp cho khu vực các nhà máy.
Trong giới chính trị của Hàn Quốc, có hai quan điểm trái ngược về việc đóng cửa khu công nghiệp năm 2016 - trong khi Đảng Hàn Quốc Tự do lập luận về việc đóng cửa, nói rằng đó là một và là phương tiện duy nhất để chấm dứt sự khiêu khích của Bắc Triều Tiên, hai đảng khác, Đảng Dân chủ Đồng hành và Đảng Nhân dân, phản đối điều này, khẳng định rằng cần nhiều thông tin liên lạc hơn và việc đóng cửa sẽ chỉ leo thang căng thẳng trên bán đảo Triều Tiên. Đảng Hàn Quốc Tự do, đảng cầm quyền vào thời điểm đó, cho biết trong khi tuyên bố đóng cửa Khu công nghiệp Kaesŏng, "Triều Tiên đã tiến hành vụ thử hạt nhân lần thứ tư và phóng tên lửa bất kể cảnh báo dai dẳng từ chính phủ Hàn Quốc và cộng đồng quốc tế. Đàm phán và thuyết phục, hoặc 'cà rốt', không hoạt động nữa. Chúng ta cần các biện pháp trừng phạt mạnh mẽ hơn đối với Triều Tiên." Một số người đồng ý với Đảng Hàn Quốc Tự do, cho rằng Hàn Quốc nên có thái độ đe dọa và không khoan nhượng hơn đối với Triều Tiên để họ không thể tiến hành các cuộc thử nghiệm như vậy một lần nữa. Mặt khác, Đảng Dân chủ Đồng hành và Đảng Nhân dân, vốn là các đảng đối lập, đã phản bác rằng Triều Tiên chưa bao giờ ngừng khiêu khích ngay cả trong nạn đói Bắc Triều Tiên, nhấn mạnh rằng việc đóng cửa đơn giản sẽ không bao giờ ngăn Triều Tiên thử vũ khí hạt nhân và phóng tên lửa. Họ cũng nói rằng Khu công nghiệp Kaesŏng là hy vọng cuối cùng để giải quyết hòa bình đối với căng thẳng vĩnh cửu giữa miền Nam và miền Bắc, nhưng bây giờ khi nó bị đóng cửa, nỗi sợ hãi của công dân Hàn Quốc đối với an ninh quốc phòng sẽ tăng lên.
Vào tháng 12 năm 2017, một hội đồng chuyên gia điều tra quyết định đóng cửa khu phức hợp đã phát hiện ra rằng không có bằng chứng nào cho thấy Triều Tiên đã chuyển tiền lương của những người lao động để tài trợ cho chương trình hạt nhân của mình. Người đứng đầu hội đồng Kim Jong-soo nói: "Văn phòng tổng thống đã đưa ra lập luận phân chia tiền lương làm căn cứ chính, nhưng không có thông tin cụ thể, không có đủ bằng chứng và tham vấn với các cơ quan liên quan, chủ yếu trích dẫn lời khai của người đào thoát vốn thường thiếu tính khách quan và đáng tin cậy. Điều này làm ảnh hưởng xấu đến tính hợp pháp của quyết định và có thể hạn chế khả năng khởi động lại khu phức hợp trong tương lai, đồng thời cản trở quyền của các công ty trong việc bảo vệ tài sản của họ do quá trình rút lui vội vàng. "
Một nhóm các doanh nghiệp Hàn Quốc bị thiệt hại 250 tỷ won (200 triệu đô la) do sự cố đóng cửa đã yêu cầu một lời xin lỗi từ chính phủ: "Bây giờ yêu cầu chuyển tiền lương đã chứng minh không có căn cứ, chính phủ phải xin lỗi vì lạm dụng quyền lực nhà nước để đình chỉ khu phức hợp và hãy nỗ lực tối đa để mở lại nó."

### Mở cửa Văn phòng liên lạc liên Triều năm 2018
Ngày 14 tháng 8 năm 2018, Văn phòng liên lạc liên Triều đặt tại khu vực đã chính thức khai trương. Mục đích của văn phòng là liên lạc nhiều hơn giữa hai miền Triều Tiên.
Vào ngày 16 tháng 6 năm 2020, Bắc Triều Tiên đã phá hủy tòa nhà bằng một khối thuốc nổ, giữa lúc căng thẳng gia tăng giữa hai miền.

### Khôi phục việc cấp nước
Vào ngày 10 tháng 10 năm 2018, Hàn Quốc đã nối lại việc cung cấp nước cho khu vực. Vào ngày 11 tháng 10 năm 2018, nhà máy xử lý nước địa phương đã được khôi phục.

## Giao thông
Có hai phương thức di chuyển đến Kaesŏng, đường bộ và đường sắt.

### Đường sắt
Khu công nghiệp Kaesŏng được phục vụ bởi Đường sắt Nhà nước Triều Tiên từ ga Panmun gần đó thông qua tuyến Pyongbu. Có tuyến đường sắt đến Hàn Quốc (do Korail vận hành) thông qua tuyến Gyeongui nhưng không rõ có những hạn chế nào được áp dụng cho tuyến đường này. Một thỏa thuận để thiết lập lại dịch vụ vận chuyển hàng hóa đường sắt đã được thực hiện vào tháng 11 năm 2007.
Ga Hàn Quốc gần khu công nghiệp nhất là ga Dorasan.

### Đường bộ
Tuyến đường bộ giữa hai miền được cấp phép di chuyển hạn chế cho những công nhân từ Hàn Quốc qua quốc lộ 1 đến khu phi quân sự Triều Tiên và sau đó vào Kaesŏng qua tuyến AH1 ở phía Bắc. Tuyến đường giữa hai đường cao tốc là một con đường trải nhựa và một phần của tuyến AH1. Không có giao lộ nào trên con đường này và chỉ có một vòng quay đầu xe ở miền Nam trước khi vào miền Bắc. Con đường này sẽ bị đóng nếu có các hạn chế từ các trạm kiểm soát khi vào khu phi quân sự.

### Hàng không
Không có lựa chọn di chuyển bằng đường hàng không có sẵn từ Kaesŏng đến Hàn Quốc. Sân bay Nam Sohung là sân bay gần Kaesŏng nhất ở phía Bắc, nhưng nó chỉ là một sân bay quân sự và không phục vụ các chuyến bay đi Hàn Quốc.
Các sân bay gần nhất ở miền Nam là Sân bay Quốc tế Gimpo và Sân bay Quốc tế Incheon, từ hai nơi này có thể di chuyển bằng đường bộ đến khu công nghiệp.